# Port lotniczy Legazpi
Port lotniczy Legazpi (IATA: LGP, ICAO: RPLP) – międzynarodowy port lotniczy położony w Legazpi, na Filipinach.

## Linie lotnicze i połączenia
| Linia Lotnicza | Kierunek          |
| -------------- | ----------------- |
| Cebgo          | 1. Cebu 2. Manila |
| Cebu Pacific   | 1. Manila         |
| PAL Express    | 1. Cebu 2. Manila |